# De Loten
De Loten is een woonwijk binnen de stad Sneek in de Nederlandse provincie Friesland.
De wijk bestaat uit twee in afzonderlijke perioden gebouwde delen, te weten: De Loten I en De Loten II.

## Ligging en bereikbaarheid
De wijk grenst in het noorden aan de Stadsrondweg en Harinxmaland, in het oosten aan de Zwette en in het zuiden aan de Noorderhoek II en het Zwetteplan. In het westen grenst de wijk aan de omgeving van Sportcentrum Schuttersveld.
De grootste verkeersader van de wijk is de Stadsrondweg Noord (in het noorden). Waterwegen in de wijk zijn de Franekervaart, die de westelijke grens vormt, en de Zwette, die de oostelijke grens vormt.

## Historie en bebouwing
De wijk Loten I is een aanvulling van het Zwetteplan in de richting van de Stadsrondweg. De Loten II is een relatief nieuwe wijk in het noorden van Sneek, naast De Loten I. De eerste bebouwing is van rond 1991 (het gehandicaptencentrum), maar de wijk is pas rond de eeuwwisseling volledig afgerond. De wijk bestaat vooral uit losstaande huizen rondom grote waterpercelen.
De betekenis van de naam De Loten is een verbastering van het Friese begrip De Lotten. Hiermee wordt gemeenschappelijke grond aangeduid die door loting werd toegewezen aan tijdelijke eigenaars. De Loten ligt op grond die behoorde tot het Sint Jansberg-klooster (Johannieterklooster), dat in de Tachtigjarige Oorlog is afgebroken. De grond van het klooster werd destijds door middel van een loting toegewezen aan de Sneker bevolking.

### Straatnaamverklaring
De straatnamen in De Loten zijn vernoemd naar bekende wateren in Nederland.

### Bezienswaardigheden
In de wijk bevinden zich geen rijksmonumenten, bezienswaardig is:
- Rotonde Regimenth Perthplein[bron?]

## Voorzieningen
Onder meer de volgende voorzieningen bevinden zich in de wijk:
- Sportschool Lifestyle

Wijken:
Binnenstad ·
Bomenbuurt ·
De Domp ·
De Loten ·
Duinterpen ·
Harinxmaland ·
Hemdijk ·
Het Eiland ·
De Hemmen ·
Houkesloot ·
It Ges ·
Lemmerweg-Oost ·
Lemmerweg-West ·
Leeuwarderweg ·
Noorderhoek I ·
Noorderhoek II ·
Noordoosthoek ·
Oudvaart ·
Pasveer ·
Poort van Sneek ·
Sperkhem ·
Stadsfenne ·
Stationsbuurt ·
Tinga ·
Zwetteplan
Buurten:
Malta ·
Spitaal ·
Tuindorp